# 黄桜すい
黄桜すい(きざくら すい)は、黄桜すいプロジェクトによって生み出された、秋田県由利本荘市の萌えキャラクター。イラストレーターは東城みなが担当し、 キャラクターボイスは相葉ゆきこが担当する。

## プロフィール
5月5日生まれの16歳、高校1年生。身長は158cm。元気な子で食いしん坊で猫や動物が好き。好きな食べ物はあきたこまちの米とソフトクリーム。
部活には所属しておらず、帰宅後はおじいちゃんの牛の世話や畑作業の手伝いを行っている。将来の夢は農家になること。

## 評価
株式会社ハンクルズが調査する、ご当地キャラクター人気ランキングでは、ゆるキャラを含む総勢4390体あまりに及ぶキャラクターの中で、全国5位（秋田県下1位）を記録した（2022年10月7日時点）。

## 仲間たち
御殿鞠あやめ(ごてんまり あやめ)
声 - 岡本理絵
松皮カンナ(まつかわ カンナ)
声 - 大和真依
芋川さつき(いもかわ さつき)
声 - 相葉ゆきこ